# Haderner Stern metróállomás
A Haderner Stern egy metróállomás Németországban, a bajor fővárosban, Münchenben a müncheni metró U6-os vonalán.

## Metróvonalak
Az állomást az alábbi metróvonalak érintik:
- U6

## Kapcsolódó állomások
A metróállomáshoz az alábbi állomások vannak a legközelebb:
- Holzapfelkreuth (Garching-Forschungszentrum, U6)
- Großhadern (Klinikum Großhadern, U6)

## Útvonal
| Vonal | Állomások |
| ----- | --- |
| U6    | Garching-Forschungszentrum – Garching – Garching-Hochbrück – Fröttmaning – Kieferngarten – Freimann – Studentenstadt – Alte Heide – Nordfriedhof – Dietlindenstraße – Münchner Freiheit – Giselastraße – Universität – Odeonsplatz – Marienplatz – Sendlinger Tor – Goetheplatz – Poccistraße – Implerstraße – Harras – Partnachplatz – Westpark – Holzapfelkreuth – Haderner Stern – Großhadern – Klinikum Großhadern |